# نهر كاساسكيا
نهر كاساسكيا هو أحد روافد نهر المسيسيبي، في وسط وجنوب إلينوي في الولايات المتحدة. ثاني أكبر نظام نهري في ولاية إلينوي يستنزف منطقة ريفية من المزارع بالإضافة إلى التلال المتدحرجة على طول قيعان الأنهار من غابات الأخشاب الصلبة في المناطق المنخفضة. حولت الروافد السفلية للنهر إلى قنوات للسماح بمرور البوارج.
Cascasquia هي تهجئة بديلة من المفترض أنها أكثر فرنسية لكلمة Kaskaskia. سمي على اسم عشيرة من اللينويك واجهها اليسوعيون الفرنسيون الأوائل والمستوطنون الآخرون. كان نهر أوكاو اسمًا بديلاً لكاسكاسيا الذي لا يزال موجودًا في أسماء الأماكن على طول النهر بما في ذلك أوكاوفيل وفي رافد رئيسي نهر أوكاو الغربي.